# جمع القمامة (حاسوب)

جمع النفايات (بالإنجليزية: Garbage collection)‏ أو عملية جمع الموارد غير المستخدمة في ذاكرة الحاسب الرام هي شكل من أشكال تنظيم ذاكرة الحاسب بشكل تلقائي حيث أن عملية جمع النفايات تهدف إلى البحث عن الموارد غير المستخدمة في الذاكرة ومن ثم إزالتها من أجل الحصول علي مساحة فارغة من الذاكرة لاستخدامها في أعمال أخرى.
الذي يقوم بهذه العملية يسمى جامع النفايات.

## نبذة تاريخية
يعود اختراع جامع النفايات للعالم الأميريكي جون مكارثي عام 1959 من أجل حل مشاكل تنظيم الذاكرة اليدوي (manual memory management) التي كان يواجهها أثناء استخدام لغة ليسب.

## الفكرة
الفكرة التي يقوم عليها عمل أي برنامج جامع للنفايات هي :
1. تحديد الأجزاء من البرامج التي لن يتم استخدامها في المستقبل
2. استعادة الموارد التي كانت تستخدمها هذه الأجزاء (المساحة التخزينية وغيرها).

الكثير من لغات البرمجة تتطلب وجود ال Garbage collection
هناك لغات تحتوي على Garbage collection في تكوينها الأصلي مثل سي شارب وجافا.
و لغات أخرى لا تحتوي على Garbage collection في تكوينها الأصلي ولكن تعمل عمل تطبيق لل Garbage collection خارجي منفصل عنها مثل سي وسي++.

## مبادئ
المبادئ الأساسية لجمع النفايات هي:
- البحث عن مكونات البيانات في التطبيق التي لا يمكن الوصول إليها في المستقبل.
- استصلاح الموارد المستخدمة من قبل هذه مكونات.

العديد من لغات البرمجة تتطلب جمع القمامة، إما جزءا من مواصفات اللغة (على سبيل المثال، جافا، سى #، اللغة دى, غو وأكثر لغة البرمجة) أو بشكل فعال للتنفيذ العملي (على سبيل المثال، واللغات الرسمية مثل تكامل لامدا)؛ ويقال إن هذه لتكون  القمامة اللغات التي تم جمعها . وقد صممت لغات أخرى للاستخدام مع إدارة الذاكرة اليدوية، ولكن لديها القمامة التي تم جمعها تطبيقات المتاحة (على سبيل المثال، سي، سي ++) بعض اللغات، مثل أيدا، مودولا -3، و سي++/سي إل آي تسمح للكل بجمع القمامة وتنظيم الذاكرة اليدوي إلى التعايش في نفس التطبيق باستخدام أكوام منفصلة للكائنات التي تم جمعها وإدارتها يدويا. آخرون، مثل دي، هي القمامة التي تم جمعها ولكن تسمح للمستخدم لحذف مكونات البيانات وجمع القمامة أيضا والتعطيل تماما يدويا عند الحاجة للسرعة.
في حين دمج جمع القمامة إلى المترجم اللغة ونظام تنفيد البرامج يتيح للنظام خيار أوسع بكثير من الطرق، اللاحقة لأنظمة GC ، بما في ذلك بعض التي لا تتطلب إعادة تجميع. ( بعد خاص GC يتميز أحيانا باسم  جمع القمامة .) سوف دائما تقريبا أن تكون متكاملة وجامع القمامة بشكل وثيق مع مخصص الذاكرة.

## الفوائد
أزال ال Garbage collection عبئ التعامل المباشر مع الذاكرة من على كاهل المبرمج ; وبالتالي فقد ساعد في التخلص من المشاكل التي تنتج من التعامل المباشر مع الذاكرة مثل :
- أخطاء المؤشرات : حيث يتم إفراغ جزء من الذاكرة ولكن ما زال هناك مؤشر يشير لهذا الجزء.
- الإفراغ المزدوج للذاكرة : حيث يقوم البرنامج بمحاولة إفراغ جزء من الذاكرة تم إفراغه سابقا بالفعل.

## Tracing garbage collectors
من أكثر أنواع ال garbage collectors شيوعا حيث تعتمد فكرتهم على تحديد الكائنات التي يمكن الوصول إليها عن طريق المؤشرات (pointers) ومن ثم اعتبار الكائنات الباقية (غير المشار إليها) كائنات غير مستخدمة ومن ثم إزالتها من الذاكرة.
يمكن اعتبار الكائن مشار إليه (reachable) عن طريق أمرين :
- المتغيرات العامة (global variables) مشار إليها دائما وكذلك المتغيرات الداخلية الموجودة في كل دالة عند استدعائها
- أي كائن مشار إليها من كان يمكن الوصول إليه يعتبر الكائن الأول مشار إليه أيضا.

### خوارزميات العمل
- التحديد والمسح (Mark and sweep) :

تعتمد هذه الفكرة على تخصيص بت واحد لكل كائن في الذاكرة يسمى (in use flag) يشير هذا البت إلى إذا كان هذا الكائن مشار إليه أم لا
قيمة هذا البت دائما صفر إلى أن يبدأ ال garbage collector عمله
يبدأ ال collector بفحص الكائنات المعروف أنه مشار إليها مسبقا ويقوم بجعل قيمة ال (in use flag) بواحد
و عن طريق هذه الكائنات يمكن الوصول للكائنات الأخرى التي تشير إليها وجعل قيمة ال (in use flag) بواحد أيضا
و عند الانتهاء من فحص جميع الكائنات في الذاكرة يمكن حذف الكائنات ذات ال (in use flag) قيمته صفر حيث أنه تم التأكد من أنها غير مشار إليها فعلا
عيوب هذه الخوارزمية أنها تعتمد على فحص كل جزء في الذاكرة مما قد يسبب بطئ الحاسب
- التحديد ثلاثي الألوان :

في هذه الفكرة يتم اعتبار الكائنات في الذاكرة نقاط يشير بعضها لبعض ويتم (نظريا) تقسيم هذه النقاط إلى مجموعة من الآلوان (نقاط بيضاء، نقاط سوداء، نقاط رمادية)
1. النقاط البيضاء : تمثل مجموعة الكائنات التي تم اعتبارها غير مشار إليها فعلا (وجاري مسحها) أو أنه لم يتم فحصها بعد
2. النقاط السوداء : تمثل مجموعة الكائنات التي تم العلم بأنها مشار إليها فعلا عن طريق كائنات أخرى ولا تشير إلى أي نقاط بيضاء
3. النقاط الرمادية : تمثل مجموعة الكائنات التي تم العلم أنها مشار إليها فعلا عن طريق كائنات أخرى ولكنها لا تزال تشير إلى نقاط بيضاء (لم يتم فحص هذه النقاط بعد)

في البداية يتم اعتبار جميع النقاط بيضاء ماعدا النقاط المعروف أنها مشار إليها مسبقا يكون لونها رمادي
يبدأ ال collector بالمتغيرات المشار إليها اصلا (الرمادية) يقوم بنقلها إلى المجموعة السوداء عن طريق فحص كل الكائنات التي تشير إليها ونقلها إلى المجموعة الرمادية (حيث أنها أصبحت مشار إليها) الآن أصبح كل النقاط المشار عن طريقة هذه النقطة إذن يمكن نقلها للمجموعة السوداء
يتم إعادة هذه العملية حتى يتم الانتهاء من كل المجموعة الرمادية فيتبقى المجموعة السوداء (جميعها مشار إليها) والمجموعه البيضاء (لا يوجد أحد يشير إليها) إذن يمكن حذفها الآن
ملاحظة : لا يمكن أن يوجد كائن من المجموعة السوداء يشير مباشرة إلى كائن في المجموعة البيضاء
يعتبر التحديد ثلاثي الألوان أكثر سرعة من طريقة التحديد والمسح